# Forces armées géorgiennes
 (mars 2022).
Si vous disposez d'ouvrages ou d'articles de référence ou si vous connaissez des sites web de qualité traitant du thème abordé ici, merci de compléter l'article en donnant les références utiles à sa vérifiabilité et en les liant à la section « Notes et références ».
Les forces armées de Géorgie (géorgien: საქართველოს შეიარაღებული ძალები), est le nom de l'unité des forces armées de la Géorgie. Les objectifs de la politique de défense nationale sont fondées sur la Constitution de la Géorgie. Son rôle est de garantir la préservation de l'indépendance et la souveraineté de l'État et l'intégrité de son territoire, les eaux territoriales et son espace aérien et l'ordre constitutionnel. Les forces armées de la Géorgie sont sous tutelle du Ministère de la Défense.

## Histoire

### Seconde indépendance
L'armée géorgienne a été créé dans les années 1990 à la suite de la chute de l'URSS. Elle est composée principalement d'unités de l'ex-armée soviétique. Le budget militaire de la Géorgie a augmenté plus de 50 fois de 2002 à 2007. En effet, en 2002 son budget était de 18 millions de dollars alors qu'en 2007 son budget était de 780 millions de dollars. Il comprend 7 % du PIB de la Géorgie[réf. nécessaire].  
Le budget militaire a ensuite été doublé à la fin de 2008 et depuis février 2009 est de plus de 2,4 milliards de dollars.[réf. nécessaire]
En 2014, selon The World Factbook de la CIA, le budget géorgien de la Défense équivaut à 2,26 % du PIB. Il s'inscrit en baisse par rapport aux années précédentes :
| Année | Budget (%/PIB) |
| ----- | -------------- |
| 2014  | 2,26           |
| 2013  | 2,70           |
| 2012  | 2,88           |
| 2011  | 3,25           |
| 2010  | 2,88           |

## Organisation

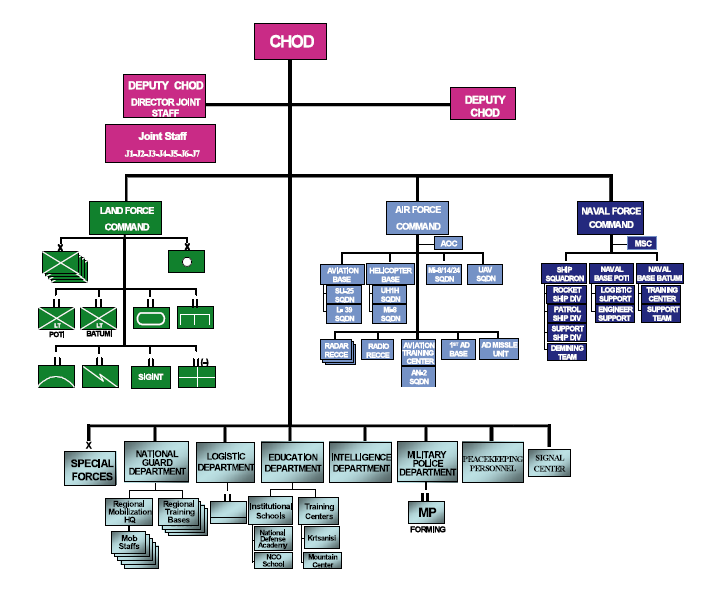
Organigramme des Forces Armées Géorgiennes
(cliquer pour agrandir).

L'armée géorgienne est une force de défense comprenant une armée de terre, une marine et une armée de l'air ainsi qu'une organisation paramilitaire formée par la Garde nationale géorgienne[réf. nécessaire]. 
Les effectifs de l'armée géorgienne sont actuellement[Quand ?] de 32 650 soldats dont 23 993 dans l'armée de terre, 2 091 dans l'armée de l'air, et 9 196 dans l'administration centrale. Les réservistes forment un total de 120 000 hommes[réf. nécessaire].
La marine qui compte 1 350 soldats[Quand ?] est incorporée depuis 2015 parmi les garde-côtes, qui dépendent du ministère de l'Intérieur.

## Équipement

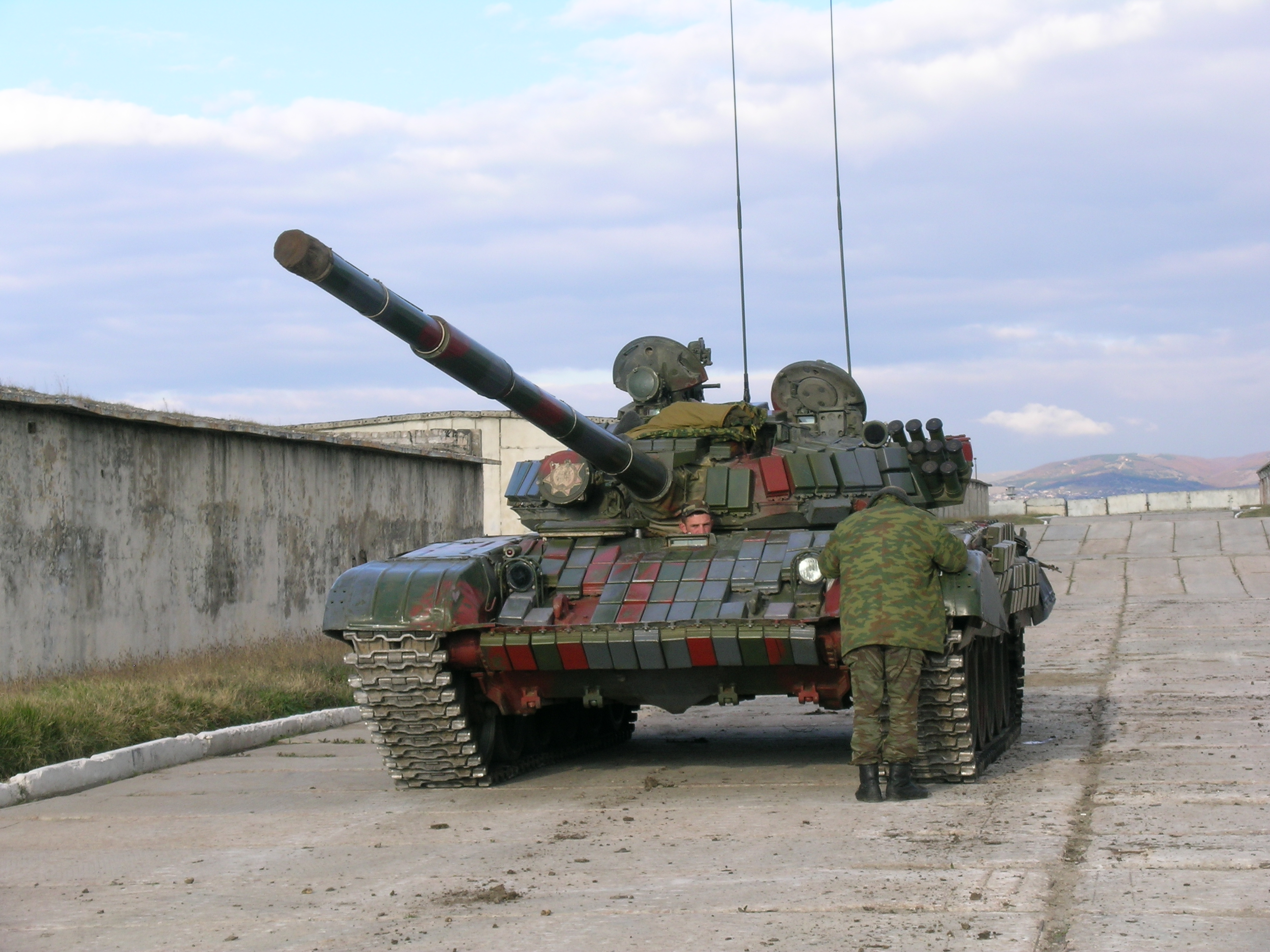
Char T-72 équipé de blindage réactif en 2005.

Selon RIA Novosti dans son article du 9 août 2008, donc après le début de la guerre avec la Russie en Ossétie du Sud, l'armée géorgienne possède plus de 200 chars de fabrication soviétique, dont 40 T-55 et 165 T-72, environ 200 véhicules blindés de transport et de débarquement de troupes. Les troupes géorgiennes peuvent être appuyées par 120 pièces d'artillerie de 122 à 152 mm de calibre, 40 lance-roquettes multiples et 180 lance-grenades[réf. nécessaire]. 
D'autre part, Prague a remis à la disposition de la Géorgie 15 avions-écoles L-29 et L-39 qui peuvent être utilisés comme des avions d'assaut légers[réf. nécessaire]. 
Les principaux fournisseurs d'armements et de matériels de guerre à la Géorgie sont la Bulgarie, la République tchèque, la Macédoine du Nord, l'Ukraine, la Serbie, le Monténégro, l'Albanie, la Hongrie, la Turquie et la Roumanie. Israël a vendu à la Géorgie plusieurs drones mais, selon une information parue à l'époque, les ventes de ce type de matériels auraient été suspendues (voir Relations entre Israël et la Géorgie)[réf. nécessaire].
À la suite de ce conflit, une grosse quantité de ce matériel a été détruite ou capturée par l'armée russe et la marine géorgienne a été coulée ou sabordée[réf. nécessaire].
En 2020, l'armée géorgienne possèderait environ 555 chars (dont 192 T-72 et 23 T-55)[réf. nécessaire].

## Interventions extérieures

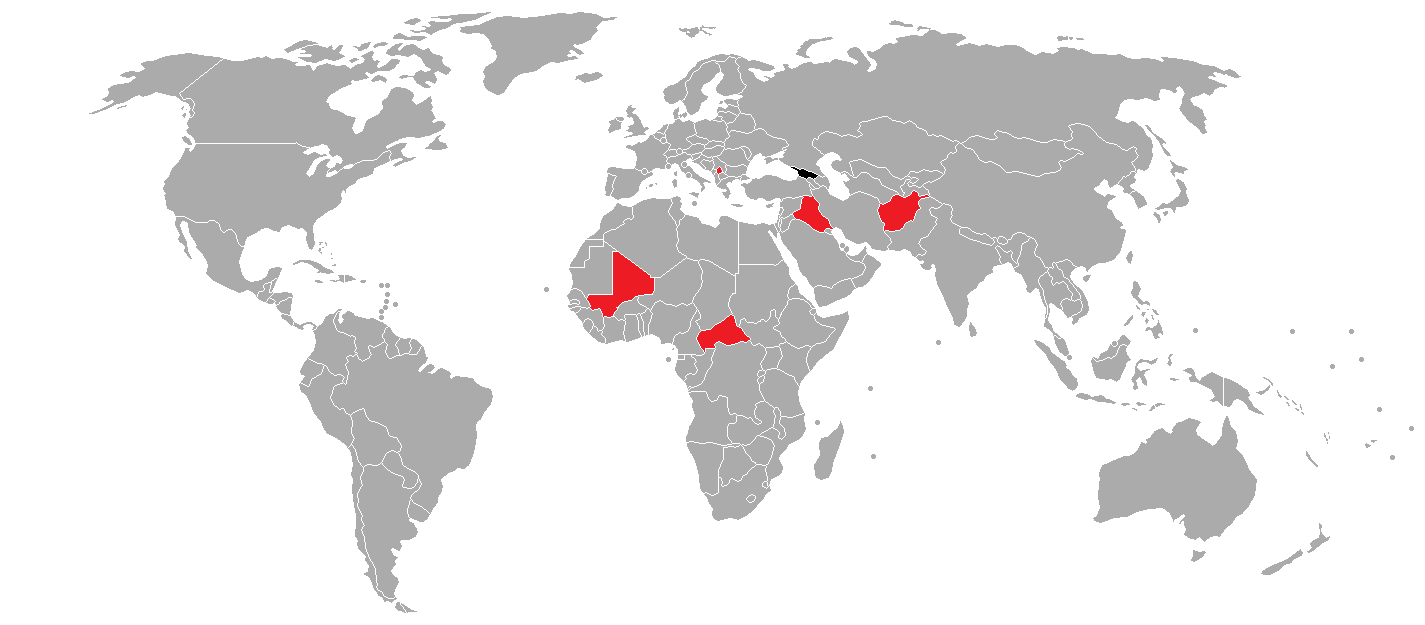
Opérations extérieures de l'armée géorgienne depuis 1991.

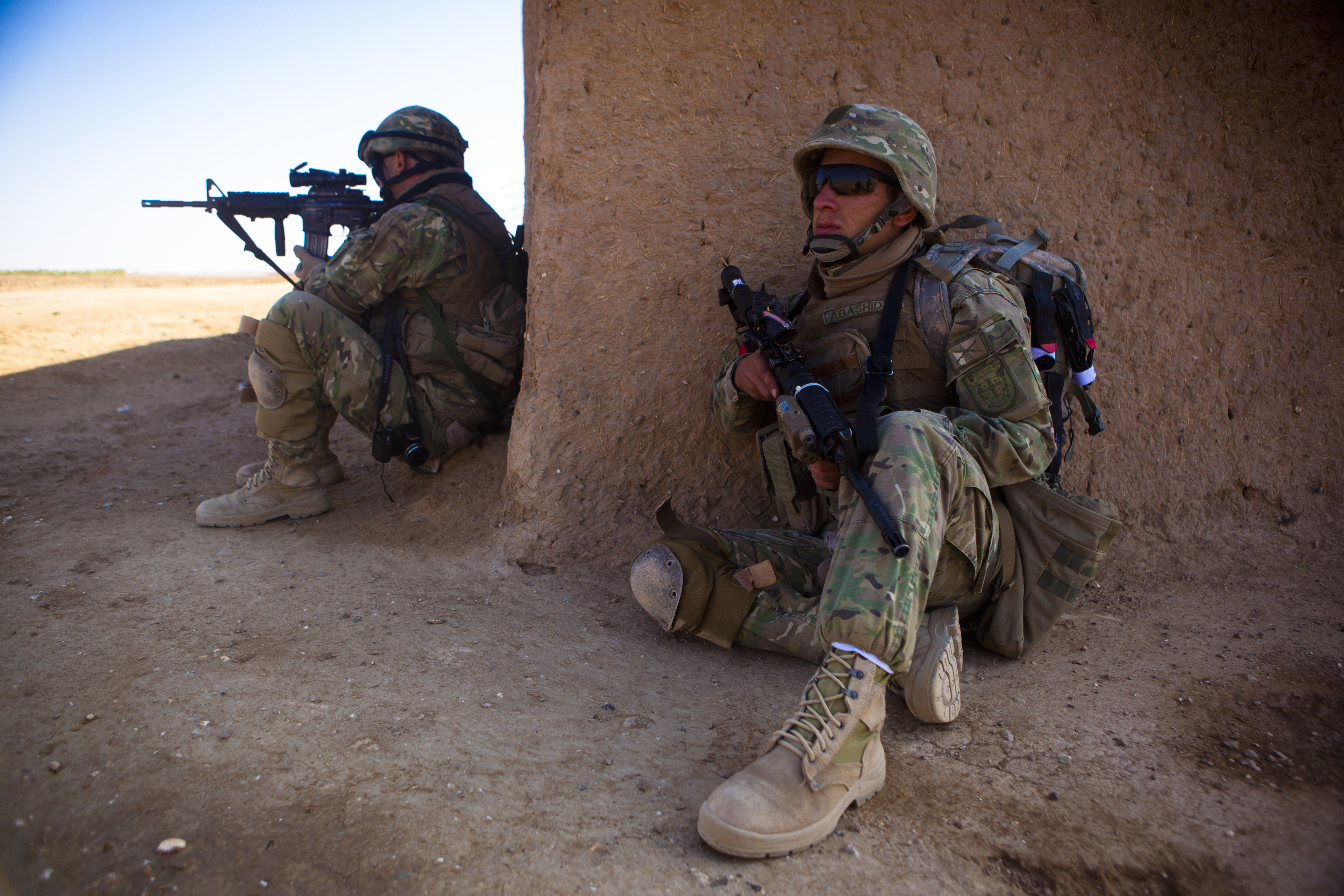
Soldats géorgiens en Afghanistan.

La préparation et l'entraînement de l'Armée géorgienne sont évalués par les experts internationaux comme étant d'un haut niveau.[réf. nécessaire]

### Kosovo
Environ 200 soldats géorgiens étaient déployés au Kosovo (KFOR) dans les années 1999-2008[réf. nécessaire].

### Afghanistan
50 soldats ont été engagés en 2004 dans le cadre de l'ISAF. À la date du 30 août 2011, l'armée géorgienne est uniquement déployée en Afghanistan avec la présence de 937 militaires au sein de la FIAS.
En juin 2013, la participation de la Géorgie à l'ISAF, avec 1 500 soldats, est la cinquième en nombre, et la première parmi les pays non membres de l'OTAN.

### Irak
70 soldats ont été envoyés en Irak (Operation Iraqi Freedom) en 2003. Depuis 2004, 300 soldats géorgiens y opèrent. Depuis 2005, environ 850 soldats ont servi sous le Commandement de la Coalition (OIF et UNAMI). En juillet 2007, la Géorgie a envoyé 1 400 hommes supplémentaires en Irak; le nombre total  de soldats en Irak a alors atteint le chiffre de 2 000. Le 8 août 2008, la Géorgie a retiré ses troupes de 1 000 hommes à cause de la guerre avec la Russie[réf. nécessaire].

### République centrafricaine
La Géorgie a déployé 150 soldats dans le cadre de la mission européenne EUFOR RCA dans la capitale centrafricaine, Bangui. Parmi les 10 pays contribuant sur place à cette force, la Géorgie est l'unique pays non membre de l'UE.

## Drapeaux

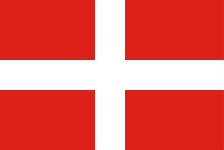
Drapeau de l'armée de terre géorgienne.
Pavillon de la marine géorgienne.
Drapeau de l'armée de l'air géorgienne.
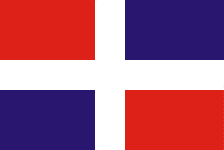
Drapeau de la garde nationale géorgienne.

## Galerie de photos

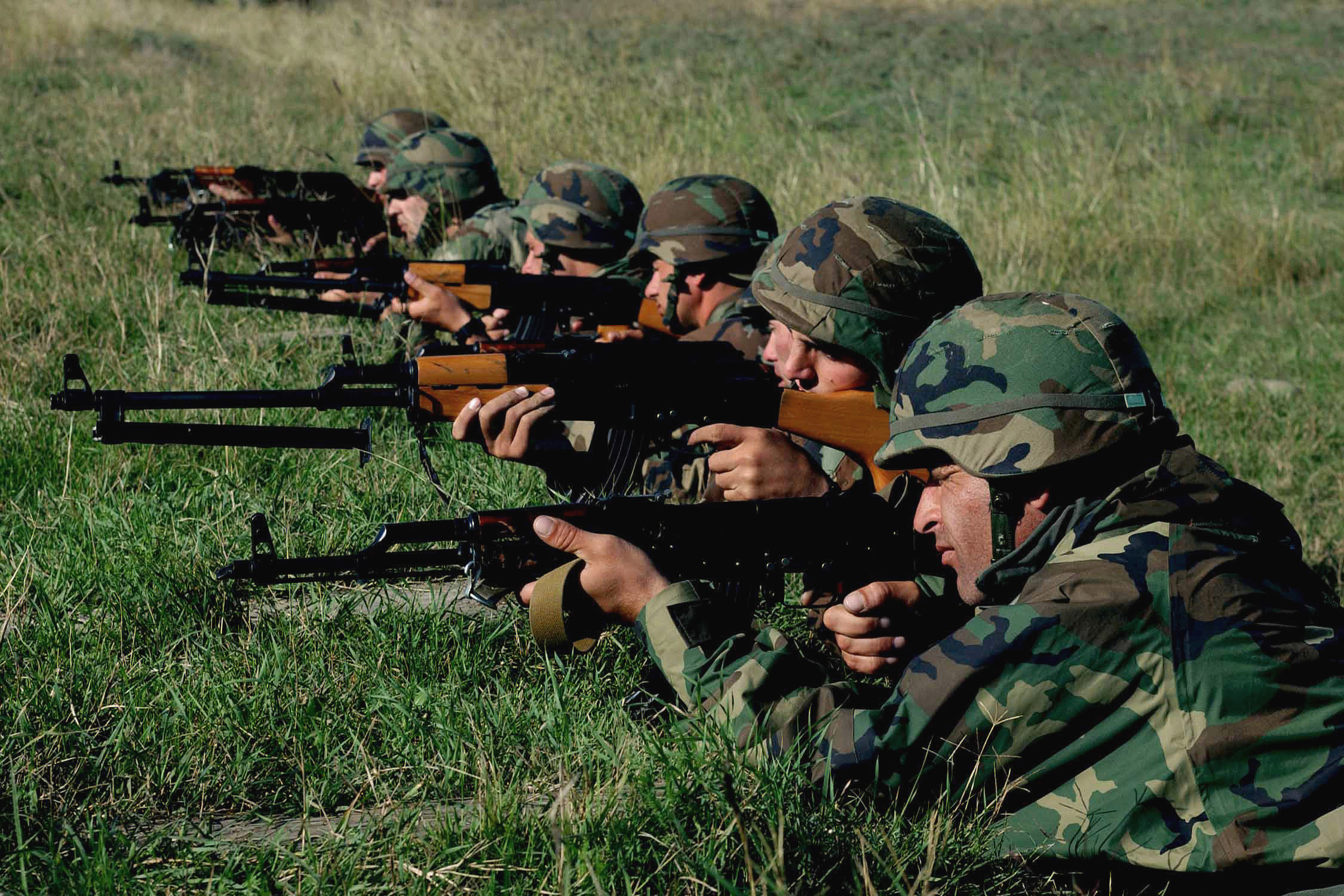
Soldats géorgiens durant un entraînement.
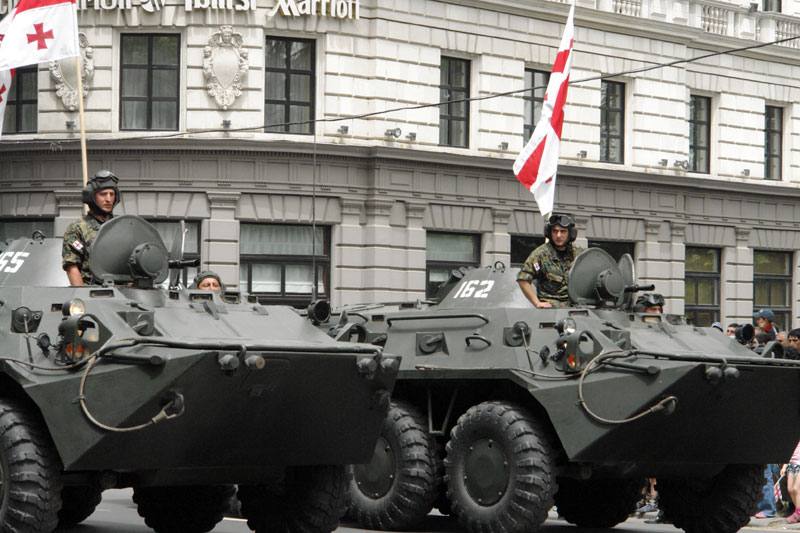
BTR-80 géorgiens.
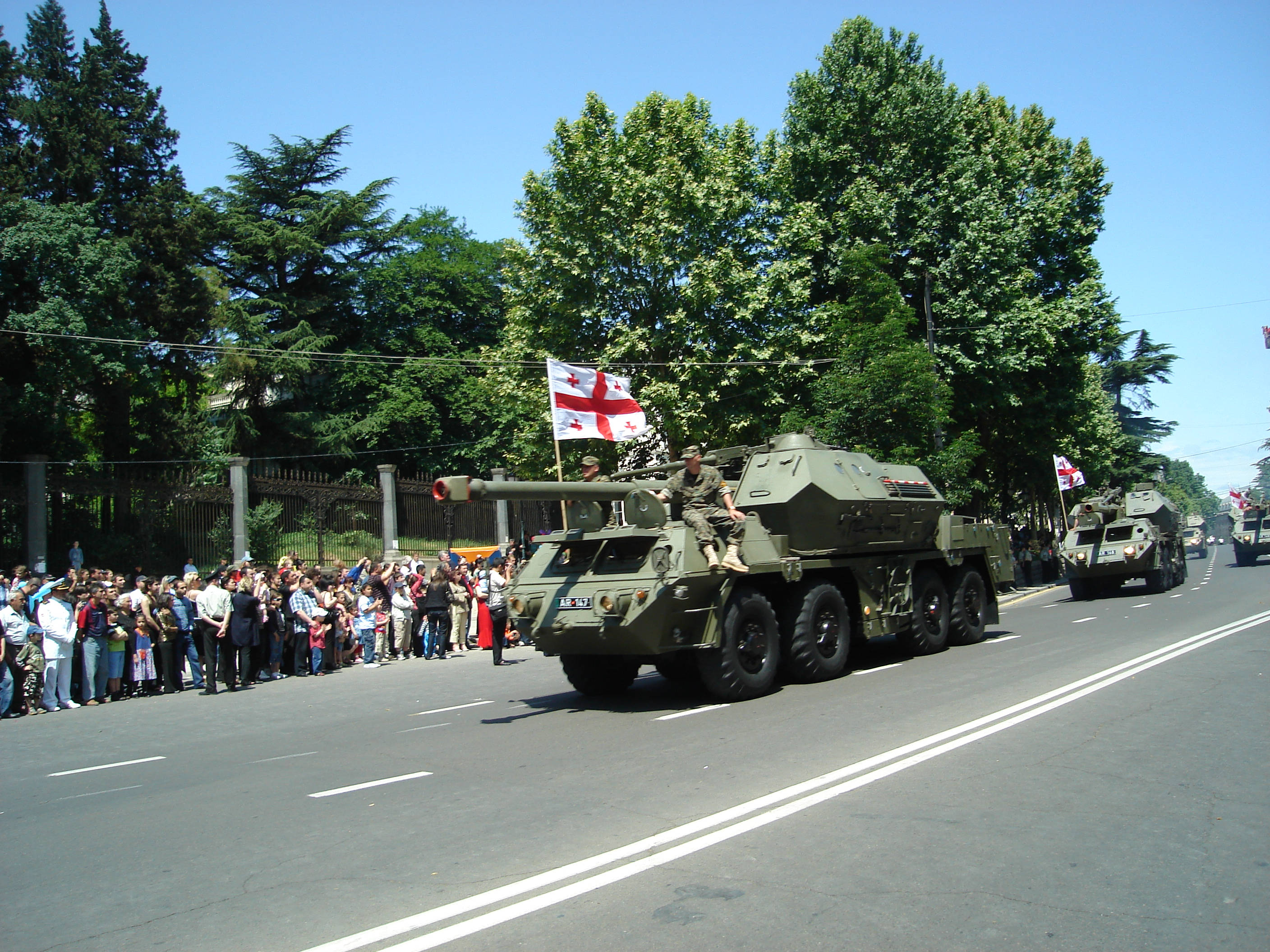
Défilé de l'armée géorgienne avec des ShKH-77.
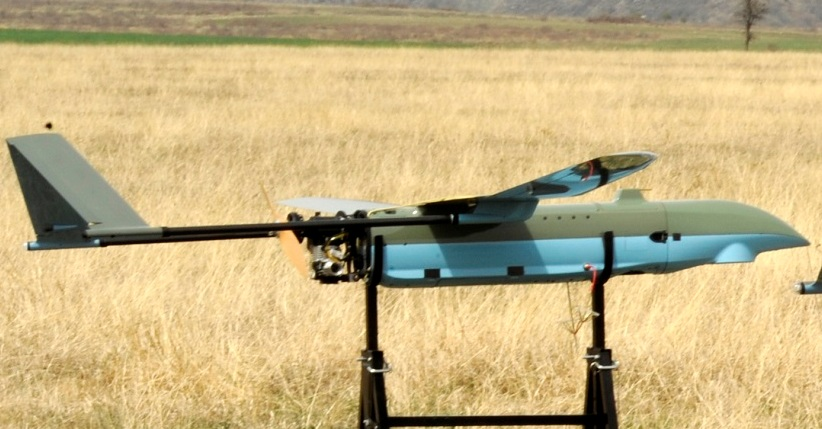
Drone géorgien.
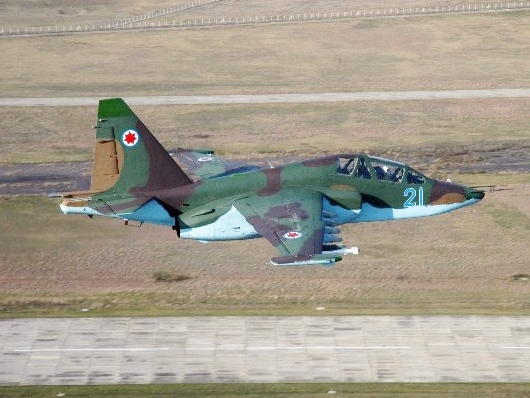
Un Soukhoï Su-25 de la force aérienne géorgienne.
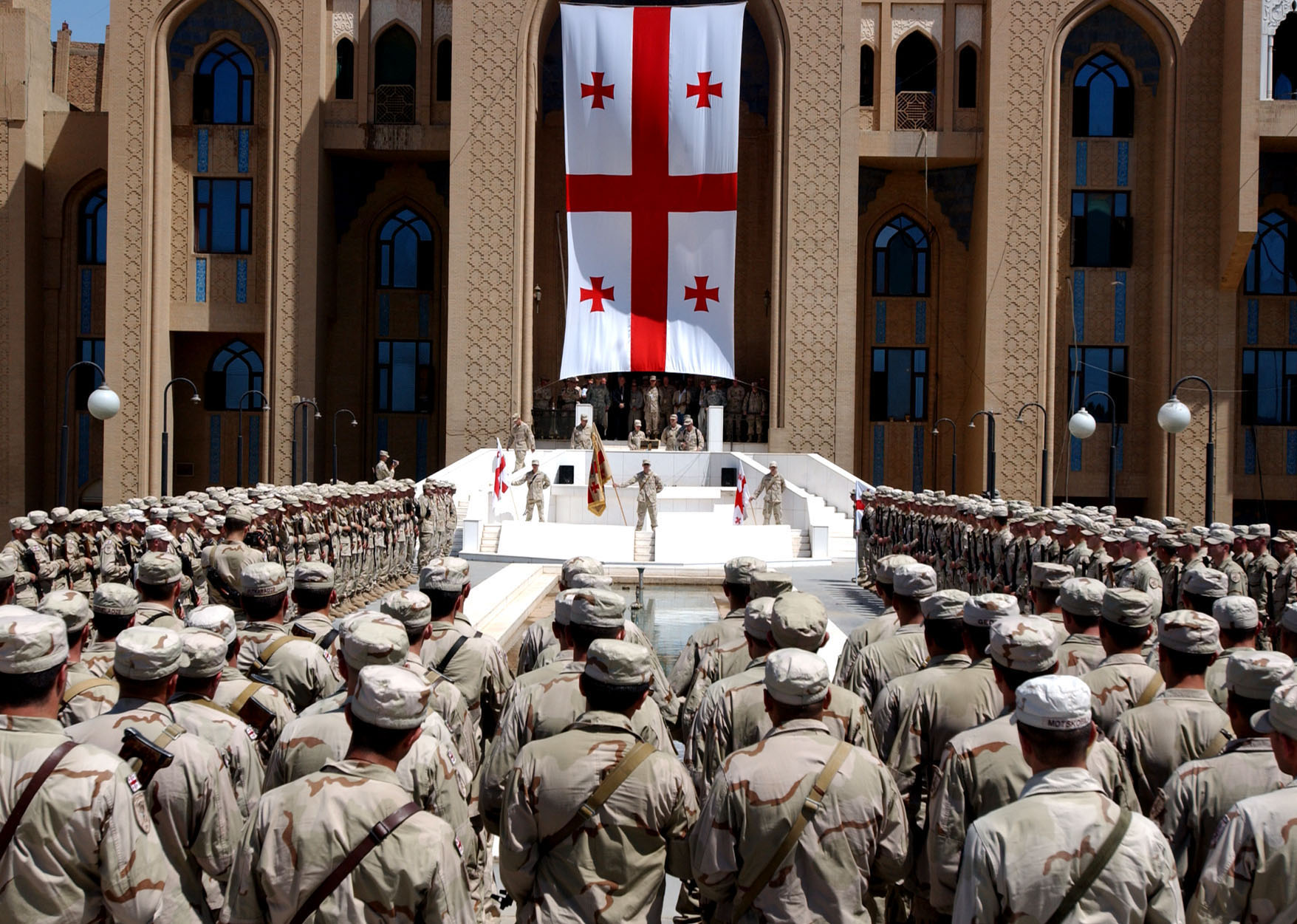
Armée géorgienne en Irak.